# Natural Selection
Natural Selection is het derde studioalbum van de Amerikaanse rockband Fuel, uitgebracht op 23 september 2003 via Epic Records.

## Achtergrond en opnames
Na het succes van hun vorige albums Sunburn (1998) en Something Like Human (2000) begon Fuel aan de opnames van Natural Selection in 2002. De opnames vonden plaats in verschillende studio's, waaronder de NRG Recording Studios in North Hollywood, Californië.

## Tracklist
Alle nummers op het album zijn geschreven door Carl Bell, tenzij anders aangegeven.
1. "Quarter" - 3:39
2. "Down Inside of You" - 4:07
3. "Million Miles" - 3:51
4. "Falls on Me" - 4:13
5. "These Things" - 4:57
6. "Won't Back Down (Bring You Hell Remix)" - 3:23
7. "Running Away" - 4:54
8. "Most of All" - 4:13
9. "Getting Thru?" - 4:09
10. "Die Like This" - 4:29
11. "Luck" (Brett Scallions) - 4:15
12. "Days with You" - 4:29

## Bandleden
- Brett Scallions - zang
- Carl Bell - gitaar, achtergrondzang
- Jeff Abercrombie - basgitaar
- Kevin Miller - drums